# Taça Europeia Feminina de Hóquei em Patins de 2017–18
A Taça Europeia Feminina de Hóquei em Patins 2017–18 foi a 12ª edição da Taça Europeia Feminina de Hóquei em Patins organizada pelo CERH e disputada por 15 equipas de 5 federações nacionais. Este sorteio foi realizado no sábado, dia 23 de setembro de 2017, em Lisboa, Portugal.
O CP Voltregà ficou isento da Pré-eliminatória por ser o campeão em título.

## Taça Europeia Feminina 2017–18
As equipas classificadas são:
| Espanha                                                    | Alemanha                                               | França                                      | Portugal                         | Suíça                          | Itália              |
| ---------------------------------------------------------- | ------------------------------------------------------ | ------------------------------------------- | -------------------------------- | ------------------------------ | ------------------- |
| - CP Voltregà - CHP Plegamans - Bigues i Riells - Gijon HC | - ERG Iserlohn - Bison Calenberg - TuS Dusseldorf Nord | - US Coutras - Merignac - CS Noisy Le Grand | - SL Benfica - Stuart HC Massamá | - RHC Vordemwald - RSC Uttigen | - Estrelas Molfetta |

## Pré-eliminatória
A 1ª mão foi disputada a 11 de novembro e a 2ª mão a 2 de dezembro de 2017.
| Equipe 1            | Total | Equipe 2            | 1.º jogo | 2.º jogo |
| ------------------- | ----- | ------------------- | -------- | -------- |
| TUS Dusseldorf-Nord | 1–14  | CS Noisy Le Grand   | 0–9      | 1–5      |
| SA Mérignac         | 5–21  | CP Gijón            | 4–10     | 1–11     |
| Estrelas Molfetta   | 7–5   | RHC Vordemwald      | 4–1      | 3–4      |
| Stuart HC Massamá   | 20–3  | SC Bison-Calenberg  | 10–1     | 10–2     |
| RSC Uttigen         | 0–26  | ERG Iserlohn        | 0–14     | 0–12     |
| CHP Plegamans       | 4–6   | SL Benfica          | 1–0      | 3–5G     |
| US Coutras          | 1–9   | CHP Bigues i Riells | 0–5      | 1–4      |

## Quartos de Final
A 1ª mão foi disputada a 20 de janeiro e a 2ª mão a 17 de fevereiro de 2018.
| Equipe 1          | Total  | Equipe 2            | 1.º jogo | 2.º jogo |
| ----------------- | ------ | ------------------- | -------- | -------- |
| CP Voltregà       | 7 – 6  | ERG Iserlohn        | 4 – 4    | 3 – 2    |
| CP Gijón          | 11 – 3 | CHP Bigues i Riells | 5 – 1    | 6 – 2    |
| CS Noisy Le Grand | 5 – 10 | Stuart HC Massamá   | 2 – 7    | 3 – 3    |
| SL Benfica        | 25 – 4 | Estrelas Molfetta   | 15 – 2   | 10 – 2   |

## Final Four
A Final Four foi disputada a 17 e 18 de março de 2018.

### Semi-finais
| 17 de março de 2018 | SL Benfica                                                                    | 5–4       | CP Voltregà                                        |                                                        |  |
|                     | Rita Lopes 11' · Rute Lopes 38' · Macarena Ramos 41', 47' · Marlene Sousa 46' | Relatório | Berta Tarrida 7', 12', 35' · Adriana Gutiérrez 21' | Árbitro: Joseph Silecchia (ITA), Claudio Ferraro (ITA) |  |

| 17 de março de 2018 | Stuart HC Massamá                                | 4–7       | Club Patín Gijón Solimar                                                                                        |                                                      |  |
|                     | Ana Ferreira 22', 24' · Tânia Rodrigues 38', 42' | Relatório | Sara Roces 21' · María Diez 25' · Sara González 26' · Marta González 26', 43' (LD) · Julieta Fernández 36', 43' | Árbitro: Pascal Hanras (FRA), Stéphane Rizzoti (FRA) |  |

### Final
| 18 de março de 2018 | SL Benfica                                  | 3–4       | Club Patín Gijón Solimar                                        |                                                                           |  |
|                     | Marlene Sousa 6' (LD), 35' · Rute Lopes 28' | Relatório | Julieta Fernández 2' · María Díez 10' · Marta González 29', 37' | Público: 1 800 Árbitro: Massimiliano Carmazzi (ITA), Filippo Fronte (ITA) |  |

| Vencedoras da Taça Europeia Feminina 2017–18 |
| Club Patín Gijón Solimar (5º)                |

## Ligações Externas
- CERH website

### Internacional
- CERH
- Ligações ao Hóquei em todo o Mundo
- HóqueiPatins.pt - Todos os resultados de Hóquei em Patins(em Português)
- Mundook-Actualidade Mundial do Hóquei Patinado (em Português)
- Inforoller-Actualidade Mundial do Hóquei Patinado (em Francês)
- Solo Hockey-Actualidade Mundial do Hóquei Patinado (em Castelhano)